# Армавир (Южно-Кавказская железная дорога)
Армави́р (арм. Արմավիր) — железнодорожная станция в одноимённом городе Армении. Станция расположена на участке Масис — Гюмри Армянской железной дороги. Также из Армавира отходит ответвление в сторону Армянской АЭС до станции Аршалуйс.

## Пассажирское сообщение
В настоящее время[когда?] на участке Масис — Гюмри через станцию проходит ежедневно одна пара международных поездов дальнего следования, две пары электропоезда Ереван — Гюмри. Также в направлении Еревана курсируют четыре пары тактового электропоезда имени Амбарцума Кандиляна Армавир — Ереван. В направлении станции Аршалуйс в будущем планируется запуск электропоезда из Еревана для перевозки работников Армянской АЭС. Грузовое движение осуществляется регулярно по всем направлениям. Стоимость билета на электропоезд до Еревана составляет 400 драм.

## Галерея

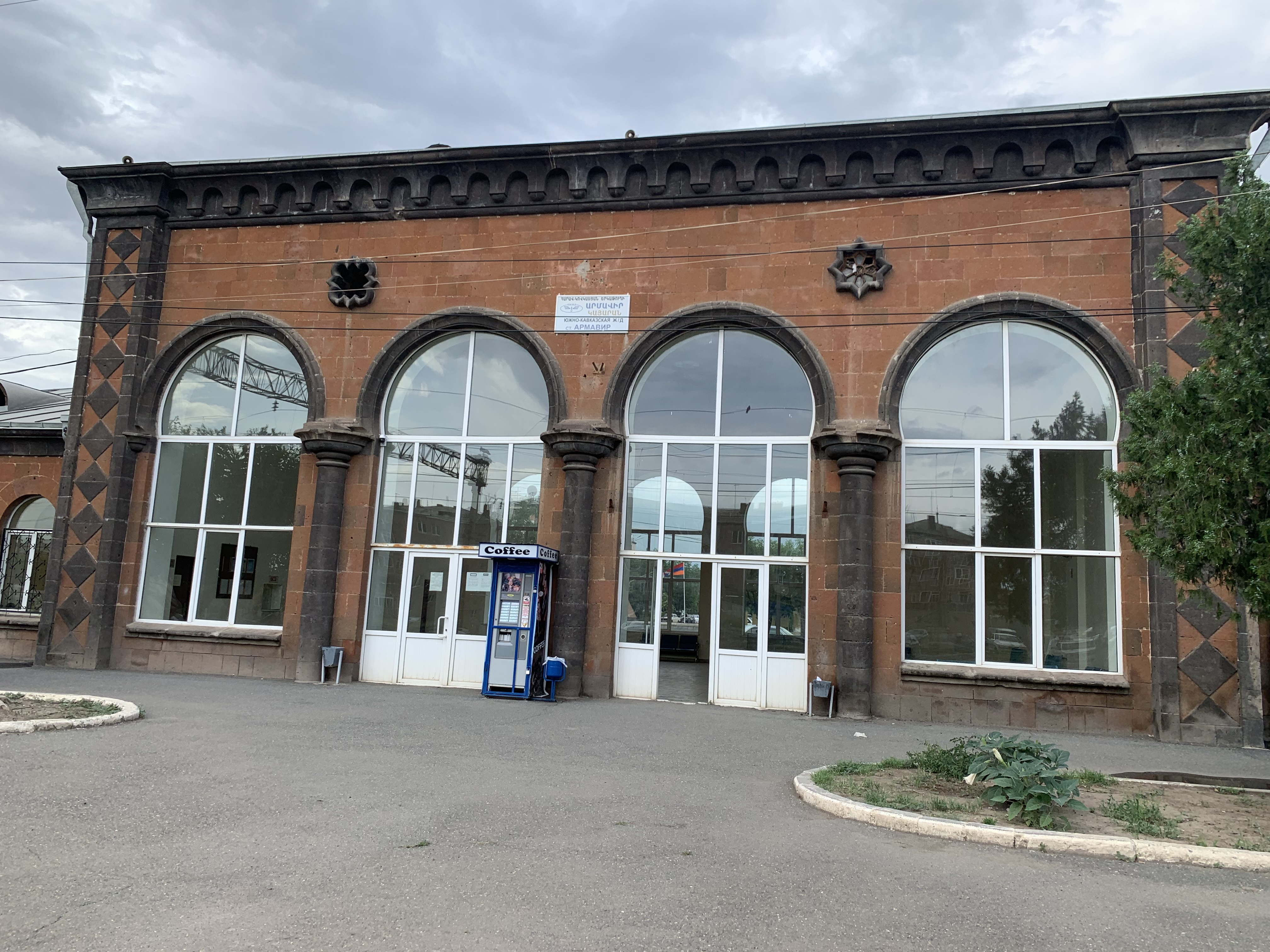
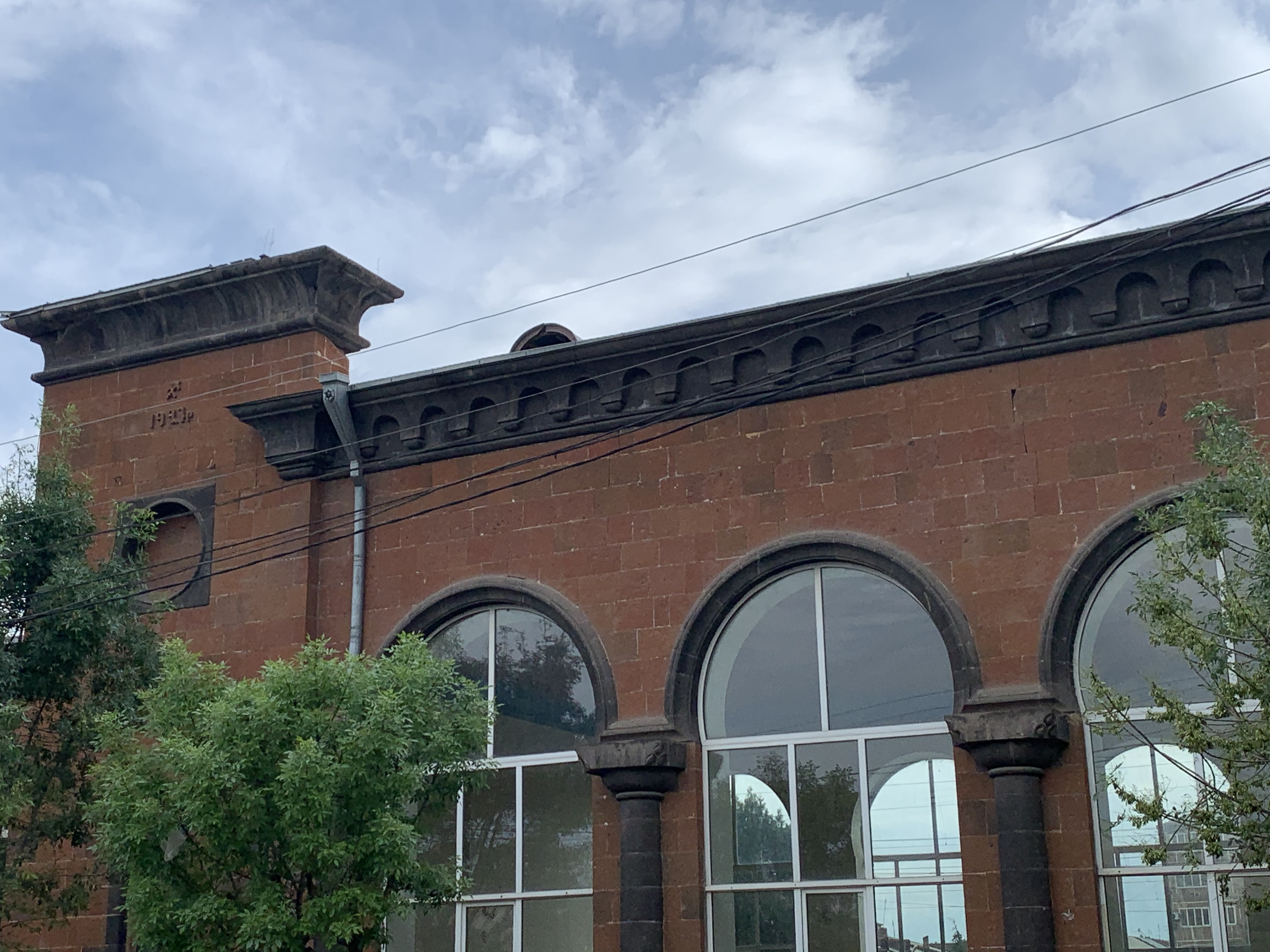
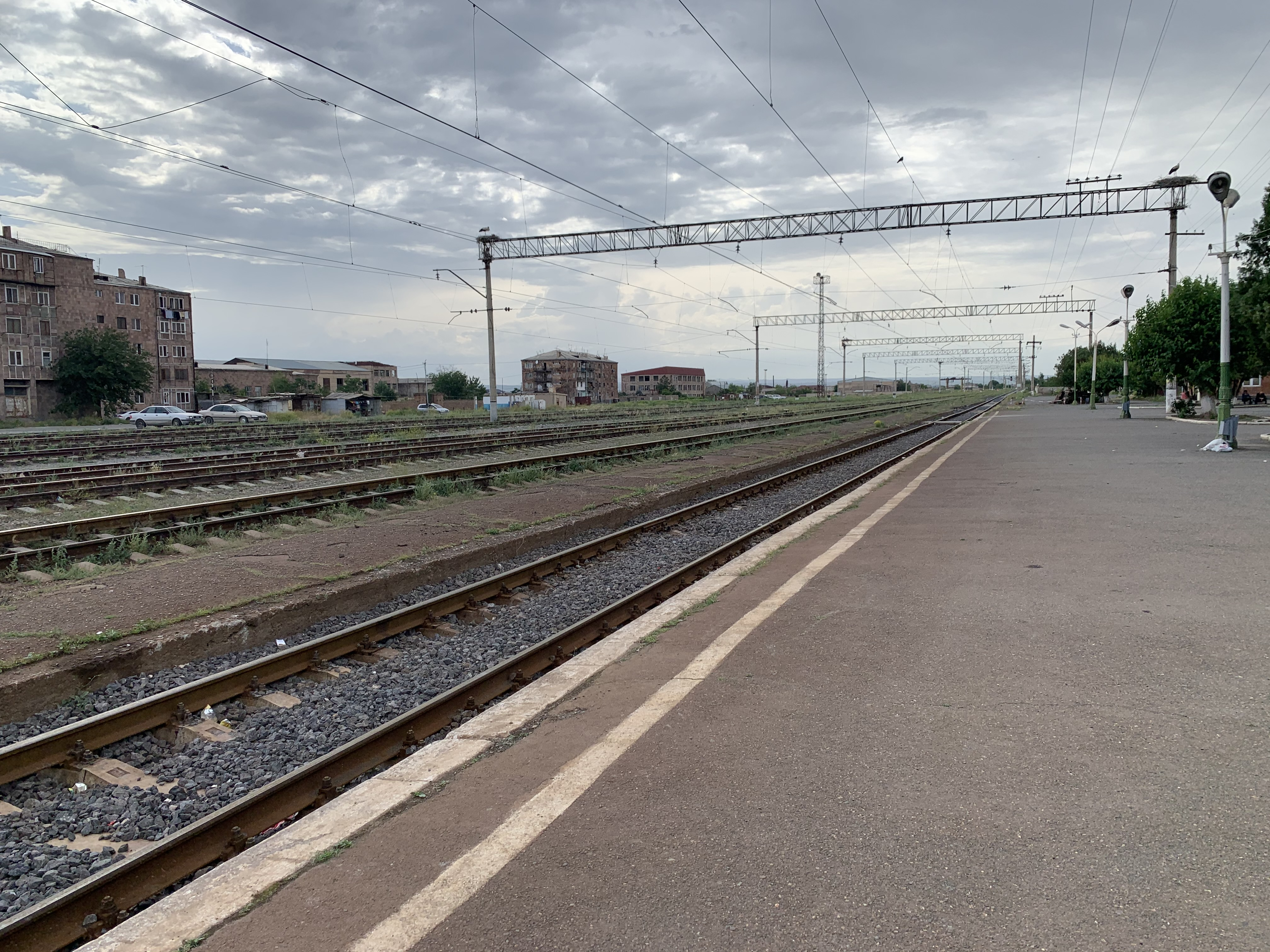
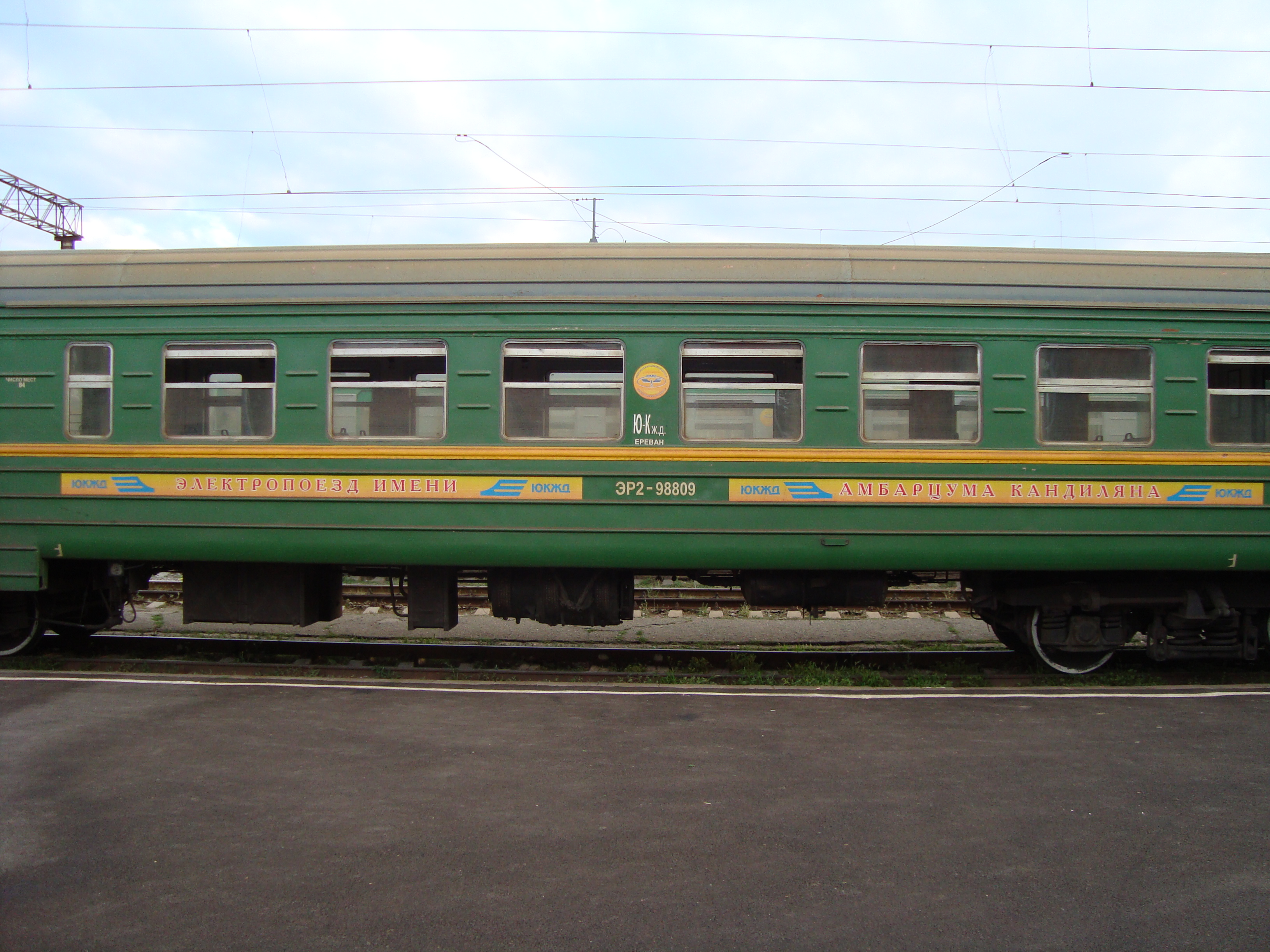
Тактовый электропоезд № 7017 Армавир — Ереван имени Абмарцума Кандиляна в Армавире